# Fafá Lemos
Rafael Lemos Júnior, mais conhecido por Fafá Lemos (Rio de Janeiro, 19 de fevereiro de 1921 — Rio de Janeiro, 18 de outubro de 2004) foi um violinista brasileiro.

## Histórico
Solista da Rádio Nacional em 1950, gravou seu primeiro disco em 1951. No final de 1952, a partir do programa "Música em Surdina", da Rádio Nacional, o diretor musical Paulo Tapajós formou com Fafá, Garoto e Chiquinho do Acordeom o Trio Surdina. Apresentou-se por diversas vezes ao lado de Carmem Miranda nos Estados Unidos, até o falecimento da cantora. Mudou-se para Los Angeles em 1961, só retornando ao Brasil em 1985.

## Discografia
- Cigano no baião/Saudades do Texas (1951) RCA Victor 78
- Grã-fino/Tico-tico no fubá (1951) RCA Victor 78
- Mentira de amor/Violino triste (1952) RCA Victor 78
- Dois malandros/Barrigudinho (1952) RCA Victor 78
- Meu guarda-chuva/Uma noite na Lapa (1952) RCA Victor 78
- ABC do amor/Ternamente (1953) RCA Victor 78
- Valsa do vira-lata/Se alguém disser (1954) RCA Victor 78
- Meu panamá/Zigeuner (1954) RCA Victor 78
- Tempo antigo/Luar de Areal (1954) RCA Victor 78
- Canarinho feliz/Joãozinho boa-pinta (1954) RCA Victor 78
- Jantar no Rio (1954) RCA Victor LP
- Rosita/Arrivederci Roma (1956) RCA Victor 78
- Time perna-de-pau/Dengoso (1956) RCA Victor 78
- Delicado/Feitiço da Vila (1956) RCA Victor 78
- Fantasma do Caju/Fala, meu louro (1957) RCA Victor 78
- Para ouvir dançando (1957) RCA Victor LP
- Bicharada/Aviso prévio (1958) RCA Victor 78
- Le gondolier/Nel blu, di pinto di blu (1958) Odeon 78
- Trio do Fafá (1958) RCA Victor LP
- Fafá, seu violino e seu ritmo (1959) RCA Victor LP
- Violino travesso [S/D] Odeon LP
- Hi-Fi do Fafá [S/D] Odeon LP
- Fafá & Carolina (1989) Eldorado LP